# Смоленск-Северный
Смоле́нск-Се́верный — экспериментальный (испытательный) аэродром в городе Смоленске, расположенный в 3 км севернее железнодорожной станции Смоленск.
Аэродром 1 класса, способен принимать самолёты Ил-76, Ту-154 и более лёгкие с ограничениями по классификационному числу ВПП, а также вертолёты всех типов.
Является аэродромом совместного базирования: здесь базируются экспериментальная лётно-испытательная станция Смоленского авиазавода и авиационная комендатура ВВС РФ. В 2009—2010 годах аэродром эпизодически использовался для приёма гражданских воздушных судов по разовым разрешениям Росавиации.

## История
Основан в начале 1920-х годов.
С 1946 по 2009 годы на аэродроме дислоцировался 103-й гвардейский Красносельский Краснознамённый военно-транспортный авиационный полк имени Героя Советского Союза В. С. Гризодубовой (с 1970-х годов на его вооружении состояли самолёты Ил-76М, Ил-76МД). В октябре 2009 года полк был расформирован (самолёты переданы на военные аэродромы Оренбург-2 и Таганрог). Боевое знамя и почётное наименование полка переданы в сформированную авиационную базу 1-го разряда, которая находится рядом с городом Оренбургом (на аэродроме Оренбург-2).
С ноября 1951 года на аэродроме базируется управлвение и штаб 297-й истребительной авиационной дивизии ПВО, а также один из её полков — 401-й истребительный авиационный полк ПВО на самолётах МиГ-15 (1951—1953), МиГ-17 (1953—1963), МиГ19П (1963—1976), МиГ-23М (1976—1981), МиГ-23П (1979—1990). В апреле 1960 расформирована дивизия. Полк расформирован в апреле 1991 года.
С 10 июня 1991 года на аэродроме базировался 871-й истребительный авиационный Померанский Краснознамённый полк на самолётах МиГ-23МЛД. Полк в период с 5 мая по 5 июня 1995 года участвовал в боевых действиях на территории Чечни. 1 мая 1998 года полк в связи с проводимыми сокращениями ВВС был расформирован на аэродроме. Регалии полка переданы в 47-й отдельный гвардейский разведывательный Борисовский Краснознаменный ордена Суворова авиационный полк.
В 2011 году СМИ сообщали, что к 2013 году возможна реконструкция аэродрома Смоленск-Северный и создание на его основе международного аэропорта, способного принимать самолёты типа Airbus A320. В начале 2012 года аэродром передан от Министерства Обороны РФ в ведение администрации Смоленской области.
15 августа 2014 года распоряжением Правительства РФ аэродром был переведён из государственных в экспериментальные и в ведение Минпромторга РФ. Фактически передача аэродрома гражданскому ведомству началась в 2019 году.
К аэродрому подведён железнодорожный подъездной путь.

## Авиакатастрофы и происшествия
10 апреля 2010 года на аэродроме (в восточной его части, между ближним приводом и торцом ВПП) при заходе на посадку в сложных метеоусловиях потерпел катастрофу самолёт Ту-154М. На борту лайнера находились президент Польши Лех Качиньский, его супруга, представители Парламента и члены неофициальной делегации страны. Все 96 человек, находившиеся на борту (включая экипаж), погибли. 12 января 2011 года МАК представил окончательный доклад о расследовании авиационного происшествия, из которого следует, что причинами катастрофы стали неправильные действия экипажа (неуход на второй круг в метеоусловиях значительно ниже метеоминимума аэродрома, снижение ниже указанной руководителем полётов минимальной безопасной высоты 100 м, игнорирование сигналов системы предупреждения об опасном сближении с поверхностью земли) и психологическое давление на него. Ко времени посадки самолёта на аэродроме наблюдались сложные метеорологические условия: низкая облачность и туман. Фактические значения высоты нижней границы облаков (ВНГО) и видимости на аэродроме в момент катастрофы составили 40-50 м ВНГО и 300—500 м видимости; на данном аэродроме метеоминимум (минимально допустимое значение ВНГО и видимости, при котором разрешена посадка воздушных судов по системе РСП+ОСП) составляет соответственно 100 м и 1000 м. Руководитель полётов предупредил экипаж самолёта о сложных метеорологических условиях и предложил экипажу посадить самолёт на запасном аэродроме в Москве, Минске или Витебске. Выводы о виновности будут делать следователи Следственного комитета России.
Польская сторона не согласилась с рядом положений и выводов МАК, главным образом с односторонним подходом в определении виновников катастрофы, и сочла доклад, подготовленный российской стороной, неприемлемым.
UPD:(26.01.2024)Польские власти признали окончательным и достоверным доклад правительственной комиссии о расследовании крушения президентского самолета Ту-154М, который предыдущим правительством рассматривался как недостаточно тщательный. Об этом сообщило Министерство национальной обороны Польши, которое также заново разместило документ на своем портале
"В соответствии с действующим правовым статусом единственным действующим документом, который устанавливает ход и фактические причины катастрофы, является итоговый доклад, подготовленный в июле 2011 года Государственной комиссией по расследованию авиационных происшествий", - отмечает польское оборонное ведомство.
В январе Министерство национальной обороны Польши создало группу для изучения деятельности подкомиссии, занимавшейся повторной проверкой обстоятельств авиакатастрофы. Новые польские власти также отказались от подачи иска в Европейский суд по правам человека (ЕСПЧ) против России, который предыдущее правительство планировало инициировать в рамках повторного расследования крушения президентского самолета.